# Losdolobus ybypora
Losdolobus ybypora là một loài nhện trong họ Orsolobidae.
Loài này thuộc chi Losdolobus. Losdolobus ybypora được miêu tả năm 2004 bởi Antonio D. Brescovit, Ott &.